# Isabell Werth
Isabell Regina Werth (Issum, 21 de julio de 1969) es una jinete alemana que compite en la modalidad de doma. Es la jinete más laureada en la historia de las competiciones ecuestres: ocho veces campeona olímpica, nueve veces campeona mundial y veintiuna veces campeona europea, así como la primera deportista olímpica en ganar una medalla de oro, o de cualquier otro metal, en 7 Juegos Olímpicos: Barcelona 92, Atlanta 96, Sydney 2000, Pekín 2008, Río 16, Tokio 21 y París 24. 
También tiene el récord olímpico en tiempo transcurrido entre su primera medalla en Barcelona 92 y su última medalla, en París 2024, un total de 32 años.
Participó en siete Juegos Olímpicos de Verano, obteniendo en total catorce medallas: oro y plata en Barcelona 1992, en las pruebas por equipos (junto con Klaus Balkenhol, Nicole Uphoff y Monica Theodorescu) e individual; dos oros en Atlanta 1996, individual y por equipos (con Klaus Balkenhol, Martin Schaudt y Monica Theodorescu); oro y plata en Sídney 2000, por equipos (con Nadine Capellmann, Ulla Salzgeber y Alexandra Simons de Ridder) e individual; oro y plata en Pekín 2008, por equipos (con Heike Kemmer y Nadine Capellmann) e individual; oro y plata en Río 16, por equipos (con Sönke Rothenberger, Dorothee Schneider y Kristina Bröring-Sprehe) e individual, oro y plata en Tokio 2020, por equipos (con Dorothee Schneider y Jessica von Bredow-Werndl) e individual, y dos en París 2024, oro por equipos (con Frederic Wandres y Jessica von Bredow-Werndl) y plata individual. En resumen; 8 oros y 6 platas.
Ganó doce medallas en el Campeonato Mundial de Doma entre los años 1994 y 2022, y veintisiete medallas en el Campeonato Europeo de Doma entre los años 1989 y 2023.

## Trayectoria deportiva
Nació en la localidad de Sevelen (municipio de Issum), y creció en la ciudad de Rheinberg. Después de finalizar el bachillerato en 1989, cursó la carrera de Derecho y ejerció como abogada. Desde 2004 se dedica por completo al mundo ecuestre y lleva su propio club hípico.
Hasta Sídney 2000 su mejor caballo fue Gigolo, un alazán hannoveriano, el cual fue retirado después de los Juegos. Aunque se quedó sin su mejor caballo para los Juegos Ecuestres Mundiales de 2006, Werth consiguió dos medallas de oro y una de bronce con Satchmo, un castrado de raza hannoveriana.

## Palmarés internacional
| Representando a la RFA   |                            |                   |                       |
| Campeonato Europeo       |                            |                   |                       |
| Año                      | Lugar                      | Medalla           | Categoría             |
| 1989                     | Mondorf (Luxemburgo)       | Medalla de oro    | Por equipos           |
| Representando a Alemania |                            |                   |                       |
| Juegos Olímpicos         |                            |                   |                       |
| Año                      | Lugar                      | Medalla           | Categoría             |
| 1992                     | Barcelona (España)         | Medalla de oro    | Por equipos           |
| 1992                     | Barcelona (España)         | Medalla de plata  | Individual            |
| 1996                     | Atlanta (Estados Unidos)   | Medalla de oro    | Individual            |
| 1996                     | Atlanta (Estados Unidos)   | Medalla de oro    | Por equipos           |
| 2000                     | Sídney (Australia)         | Medalla de oro    | Por equipos           |
| 2000                     | Sídney (Australia)         | Medalla de plata  | Individual            |
| 2008                     | Hong Kong (China)          | Medalla de oro    | Por equipos           |
| 2008                     | Hong Kong (China)          | Medalla de plata  | Individual            |
| 2016                     | Río de Janeiro (Brasil)    | Medalla de oro    | Por equipos           |
| 2016                     | Río de Janeiro (Brasil)    | Medalla de plata  | Individual            |
| 2020                     | Tokio (Japón)              | Medalla de oro    | Por equipos           |
| 2020                     | Tokio (Japón)              | Medalla de plata  | Individual            |
| 2024                     | París (Francia)            | Medalla de oro    | Por equipos           |
| 2024                     | París (Francia)            | Medalla de plata  | Individual            |
| Campeonato Mundial       |                            |                   |                       |
| Año                      | Lugar                      | Medalla           | Categoría             |
| 1994                     | La Haya (Países Bajos)     | Medalla de oro    | Individual (especial) |
| 1994                     | La Haya (Países Bajos)     | Medalla de oro    | Por equipos           |
| 1998                     | Roma (Italia)              | Medalla de oro    | Individual            |
| 1998                     | Roma (Italia)              | Medalla de oro    | Por equipos           |
| 2006                     | Aquisgrán (Alemania)       | Medalla de oro    | Individual (especial) |
| 2006                     | Aquisgrán (Alemania)       | Medalla de oro    | Por equipos           |
| 2006                     | Aquisgrán (Alemania)       | Medalla de bronce | Individual (libre)    |
| 2010                     | Lexington (Estados Unidos) | Medalla de bronce | Por equipos           |
| 2014                     | Caen (Francia)             | Medalla de oro    | Por equipos           |
| 2018                     | Tryon (Estados Unidos)     | Medalla de oro    | Individual (especial) |
| 2018                     | Tryon (Estados Unidos)     | Medalla de oro    | Por equipos           |
| 2022                     | Herning (Dinamarca)        | Medalla de bronce | Por equipos           |
| Campeonato Europeo       |                            |                   |                       |
| Año                      | Lugar                      | Medalla           | Categoría             |
| 1991                     | Donaueschingen (Alemania)  | Medalla de oro    | Individual (especial) |
| 1991                     | Donaueschingen (Alemania)  | Medalla de oro    | Por equipos           |
| 1993                     | Lipica (Eslovenia)         | Medalla de oro    | Individual (especial) |
| 1993                     | Lipica (Eslovenia)         | Medalla de oro    | Por equipos           |
| 1995                     | Mondorf (Luxemburgo)       | Medalla de oro    | Individual            |
| 1995                     | Mondorf (Luxemburgo)       | Medalla de oro    | Por equipos           |
| 1997                     | Verden (Alemania)          | Medalla de oro    | Individual            |
| 1997                     | Verden (Alemania)          | Medalla de oro    | Por equipos           |
| 1999                     | Arnhem (Países Bajos)      | Medalla de oro    | Por equipos           |
| 2001                     | Verden (Alemania)          | Medalla de oro    | Por equipos           |
| 2003                     | Hickstead (Reino Unido)    | Medalla de oro    | Por equipos           |
| 2007                     | La Mandria (Italia)        | Medalla de oro    | Individual (especial) |
| 2007                     | La Mandria (Italia)        | Medalla de plata  | Individual (libre)    |
| 2007                     | La Mandria (Italia)        | Medalla de plata  | Por equipos           |
| 2011                     | Róterdam (Países Bajos)    | Medalla de plata  | Por equipos           |
| 2013                     | Herning (Dinamarca)        | Medalla de oro    | Por equipos           |
| 2015                     | Aquisgrán (Alemania)       | Medalla de bronce | Por equipos           |
| 2017                     | Gotemburgo (Suecia)        | Medalla de oro    | Individual (especial) |
| 2017                     | Gotemburgo (Suecia)        | Medalla de oro    | Individual (libre)    |
| 2017                     | Gotemburgo (Suecia)        | Medalla de oro    | Por equipos           |
| 2019                     | Róterdam (Países Bajos)    | Medalla de oro    | Individual (especial) |
| 2019                     | Róterdam (Países Bajos)    | Medalla de oro    | Individual (libre)    |
| 2019                     | Róterdam (Países Bajos)    | Medalla de oro    | Por equipos           |
| 2021                     | Hagen (Alemania)           | Medalla de oro    | Por equipos           |
| 2021                     | Hagen (Alemania)           | Medalla de plata  | Individual (especial) |
| 2023                     | Riesenbeck (Alemania)      | Medalla de plata  | Por equipos           |